# Franz Müller-Spahn
Franz Müller-Spahn (* 18. August 1950 in München; † 4. August 2009 in Basel) war ein deutscher Psychiater.

## Leben
Müller-Spahn absolvierte seine Schulzeit in Bayern und studierte zunächst Biologie und ab 1971 Medizin an der Ludwig-Maximilians-Universität München und der Technischen Universität München. 1978 schloss er mit der Approbation ab. Nach Absolvierung des Zivildienstes trat er freiwillig in den Sanitätsdienst der Bundeswehr ein, der ihn 1979 zur Weiterbildung an die Psychiatrische Universitätsklinik München abkommandierte, die von Hanns Hippius geleitet wurde. Dort konnte er bald eine Assistenzarztstelle übernehmen und trat aus der Bundeswehr aus. 
1980 wurde er bei Norbert Matussek (1922–2009) an der LMU München promovierte. Bis 1987 arbeitete er mit Unterbrüchen als Assistenzarzt an der Psychiatrischen Universitätsklinik München. 1980/81 war er Assistenzarzt an der Psychiatrischen und Neurologischen Abteilung der Deutschen Bundeswehr in München und 1985/86 an der Neurologischen Universitätsklinik München. Er absolvierte die Ausbildung zum Facharzt für Psychiatrie und Neurologie, die er 1987 abschloss, sowie eine Zusatzausbildung in Psychotherapie, abgeschlossen 1988. Von 1987 bis 1990 war er Oberarzt an der Psychiatrischen Universitätsklinik München. 
1989 wurde er habilitiert und 1990 als C3-Professor für Psychiatrie an die Universität Göttingen berufen, an deren Psychiatrischen Klinik er die Leitung der Abteilung für Alterspsychiatrie übernahm. 1991 kehrte er als Professor und Leitender Oberarzt an die Psychiatrische Klinik der Universität München zurück, wo er die Leitung des Forschungsbereichs Gerontopsychiatrie übernahm.
Von 1994 bis zu seinem Tod war er ordentlicher Professor für Psychiatrie und Psychotherapie an der Universität Basel und Direktor der Psychiatrischen Universitätsklinik. Ab 2002 gehörte er dem Nationalen Forschungsrat des Schweizerischen Nationalfonds an.
Seine Schwerpunkte waren die biologische Psychiatrie und die klinische Psychopharmakologie.

## Schriften (Auswahl)
- Neuroendokrinologie und Schizophrenieforschung. Springer, Berlin 1991.
- mit Siegfried Kasper, Hans-Jürgen Möller: Depression: Diagnose und Pharmakotherapie. Thieme, Stuttgart 1997.
- mit Ulrike Hoffmann-Richter: Psychiatrische Notfälle. Kohlhammer, Stuttgart 2000.
- mit Jürgen Margraf: Wenn Spielen pathologisch wird. Karger, Basel 2003.